# Deutsche Fußballmeisterschaft 1976 (Frauen)
Die deutsche Fußballmeisterschaft 1976 der Frauen war die dritte deutsche Fußballmeisterschaft, die der DFB ausrichtete. Sieger wurde der FC Bayern München, der im Finale Tennis Borussia Berlin mit 4:2 n. V. schlug. Für den FCB war es die erste Meisterschaft.

## Teilnehmer
Folgende Mannschaften haben sich als beste Mannschaft ihres Landesverbandes für die Endrunde qualifiziert:
| Regionalverband Nord                                                                                            | Regionalverband West                                                         | Regionalverband Südwest                                                                      | Regionalverband Süd | Berlin                   |
| - Bremen: TSV Wulsdorf - Hamburg: Hamburger SV - Niedersachsen: Sparta Göttingen - Schleswig-Holstein: Wiker SV | - Mittelrhein: Bonner SC - Niederrhein: KBC Duisburg - Westfalen: TSV Siegen | - Rheinland: SC 07 Bad Neuenahr - Saarland: FC Hellas Marpingen - Südwest: TuS Niederkirchen | - Baden SV Schlierstadt - Bayern FC Bayern München - Hessen: NSG Oberst Schiel - Südbaden: VfR Rheinfelden - Württemberg: VfL Schorndorf | - Tennis Borussia Berlin |

## Vorrunde

### Gruppe 1

Ankündigung zum Vorrunden-Spiel NSG Oberst Schiel gegen TSV Siegen

|                    | Gesamt |                             | Hinspiel | Rückspiel |
| ------------------ | ------ | --------------------------- | -------- | --------- |
| SC 07 Bad Neuenahr | 1:2    | NSG Oberst Schiel Frankfurt | 0:0      | 1:2       |
| VfR Rheinfelden    | 4:5    | TSV Siegen                  | 2:2      | 2:3       |
| TSV Siegen         | 4:1    | NSG Oberst Schiel Frankfurt | 2:0      | 2:1       |

### Gruppe 2
|                        | Gesamt |                        | Hinspiel | Rückspiel |
| ---------------------- | ------ | ---------------------- | -------- | --------- |
| Wiker SV               | 1:3    | Tennis Borussia Berlin | 1:1      | 0:2       |
| Hamburger SV           | 2:5    | FC Hellas Marpingen    | 2:1      | 0:4       |
| Tennis Borussia Berlin | 7:2    | FC Hellas Marpingen    | 6:0      | 1:2       |

### Gruppe 3
|                   | Gesamt |                   | Hinspiel | Rückspiel |
| ----------------- | ------ | ----------------- | -------- | --------- |
| FC Bayern München | 6:1    | VfL Schorndorf    | 2:1      | 4:0       |
| TuS Niederkirchen | 02:10  | Bonner SC         | 2:8      | 0:2       |
| Bonner SC         | 3:4    | FC Bayern München | 1:1      | 2:3       |

### Gruppe 4
|                 | Gesamt |                  | Hinspiel | Rückspiel |
| --------------- | ------ | ---------------- | -------- | --------- |
| TSV Wulsdorf    | 00:10  | KBC Duisburg     | 0:7      | 0:3       |
| SV Schlierstadt | 3:7    | Sparta Göttingen | 2:4      | 1:3       |
| KBC Duisburg    | 4:5    | Sparta Göttingen | 4:3      | 1:3 n. V. |

## Endrunde
Die Endrunde fand in der Zeit vom 18. bis 20. Juni 1976 statt. Die Halbfinals wurden in Geisweid, das Spiel um Platz 3 und das Finale in Siegen ausgetragen. Im Finale wurden zwei Mal 30 min gespielt.

### Halbfinale
|                   | Ergebnis  |                        |
| ----------------- | --------- | ---------------------- |
| Sparta Göttingen  | 1:3 n. V. | Tennis Borussia Berlin |
| FC Bayern München | 3:2       | TSV Siegen             |

### Spiel um Platz 3
|                  | Ergebnis |            |
| ---------------- | -------- | ---------- |
| Sparta Göttingen | 2:1      | TSV Siegen |

### Finale
| FC Bayern München                                  | FC Bayern München | Tennis Borussia Berlin | Tennis Borussia Berlin |
| -------------------------------------------------- | --- | --- | ---------------------- |
| FC Bayern München                                  | \| Sonntag, 20. Juni 1976 in Siegen (Leimbachstadion) \| \| Ergebnis: 4:2 n. V. (2:2, 1:1) \| \| Zuschauer: 3.700 \| \| Schiedsrichter: Wilfried Hilker (Bochum) \|                                                                            | \| Sonntag, 20. Juni 1976 in Siegen (Leimbachstadion) \| \| Ergebnis: 4:2 n. V. (2:2, 1:1) \| \| Zuschauer: 3.700 \| \| Schiedsrichter: Wilfried Hilker (Bochum) \|                                                                               | Tennis Borussia Berlin |
| FC Bayern München                                  | Lydia Köhl – Heidemarie Kasimir, Jutta Lehner, Anna Völkl, Cornelia Doll – Doris Niederlöhner (70. Hildegard Leroy), Sissy Raith, Christine Süß – Inge Mayerhofer, Monika Schmidt, Gertrud Langer (58. Lisbeth Wagner) Cheftrainer: Fritz Bank | Christel Westphal – Elisabeth Wölfel (48. Doris Jahnke), Marina Vrcic, Rita Halbauer, Christa Göcke – Barbara Streuffert (22. Margitta Jahnke), Doris Manzke, Heike Männing – Rita Cygon, Regine Keller, Silke Lorenzen Cheftrainer: Helmut Jonas | Tennis Borussia Berlin |
| FC Bayern München                                  | 1:0 Doris Niederlöhner (6.) 2:1 Monika Schmidt (33.) 3:2 Inge Mayerhofer (70.) 4:2 Doris Niederlöhner (75.) | 1:1 Rita Cygon (23.) 2:2 Rita Cygon (42.) | Tennis Borussia Berlin |
| Sonntag, 20. Juni 1976 in Siegen (Leimbachstadion) | | |                        |
| Ergebnis: 4:2 n. V. (2:2, 1:1)                     | | |                        |
| Zuschauer: 3.700                                   | | |                        |
| Schiedsrichter: Wilfried Hilker (Bochum)           | | |                        |

## Einzelnachweis
1. ↑  rsssf.org: West Germany (Women) First Level 1975/76